# Larroque, Tarn
Larroque là một xã trong tỉnh Tarn thuộc vùng Occitanie ở miền nam nước Pháp. Xã này nằm ở khu vực có độ cao trung bình 145 mét trên mực nước biển.
Thị trấn nằm ở hữu ngạn sông Vère chảy theo hướng tây bắc qua thị trấn.